# Dudley Riggs
Dudley Riggs (Little Rock, 18 de enero de 1932 - Mineápolis, 22 de septiembre de 2020) fue un comediante estadounidense, pionero del estilo de improvisación.

## Biografía
Riggs nació el 18 de enero de 1932 en Little Rock, Arkansas y se unió al circo cuando tenía cinco años, donde aprendió el estilo vodevil. Tras varios años brindado espectáculos de improvisación, creó la compañía Instant Theater en la ciudad de Nueva York. Más tarde se trasladó a Mineápolis para convertirse en miembro del grupo de comedia Brave New Workshop, el cual abandonó en 1997 tras 39 años para dedicarse a otros proyectos.
Falleció el 22 de septiembre de 2020 en Mineápolis a los ochenta y ocho años.